# António Jacinto
(António Jacinto, Monagamba)
António Jacinto do Amaral Martins, noto semplicemente come António Jacinto (Luanda, 28 agosto 1924 – Lisbona, 23 giugno 1991), è stato un poeta angolano noto in Europa soprattutto per essere stato costretto nel Campo da Morte Lenta, nel Capo Verde, a causa delle proprie idee politiche contro il dominio portoghese in Africa, per ben dodici anni: dal 1960 al 1972. Dopo la prigionia, fu trasferito in Portogallo, a Lisbona. Fuggì nel 1973 per iscriversi al Movimento Popolare per la Liberazione dell'Angola, di tendenza filo-comunista. Ottenuta in Angola l'indipendenza dal Governo portoghese, ricoprì dal 1975 al 1978 l'incarico di Ministro dell'Istruzione e dei Beni Culturali. Autore anche in lingua francese, vincitore del Premio Noma - importante riconoscimento letterario africano conferito anche a Werewere Liking, Mongane Wally Serote e Chenjerai Hove - nel 1986, è considerato una delle figure chiave della Letteratura angolana.

## Opere
- O grande desafio
- Poema da alienação
- Carta dum contratado
- Monangamba
- Canto interior de uma noite fantástica
- Era uma vez
- Bailarina negra
- Ah! Se pudésseis aqui ver poesia que não há